# Bob Widlar
Robert John Widlar (pronounciado wide-ler; Cleveland, 30 de novembro de 1937 — Puerto Vallarta, 27 de fevereiro de 1991) foi um engenheiro eletrônico estadunidense.